# Ahmose-Nefertari
Ahmose-Nefertari (1562 TCN – 1495 TCN), cái tên có nghĩa là "Mỹ nhân sinh bởi thần Mặt trăng", là vị Vương hậu đầu tiên của triều đại thứ 18. Bà là chánh thất vương hậu của pharaon Ahmose I và là mẹ của Amenhotep I.

## Gia đình
Ahmose-Nefertari là con gái của pharaon Seqenenre Tao và Vương hậu Ahhotep I. Bà sinh tại Thebes dưới thời trị vì của Senakhtenre Ahmose, ông của bà. Bà là chị em ruột với Ahmose I, người về sau là chồng của bà. Một người chị em khác mẹ của cả hai là Ahmose-Henuttamehu, cũng là một thứ phi của Ahmose I.
Theo một bia đá tại Karnak, bà có ít nhất 5 người con với Ahmose:
- Ahmose-ankh, nguyên là Thái tử nhưng lại chết trước cha mình.
- Siamun, hoàng tử, xác ướp nằm trong mộ DB320.
- Amenhotep I, kế vị.
- Ahmose-Meritamun, Chánh cung của Amenhotep I, kế thừa danh hiệu "Vợ của thần Amun" của mẹ. Bà chết khi còn rất trẻ, do mắc chứng viêm khớp và vẹo cột sống[2].
- Ahmose-Sitamun, công chúa, xác ướp nằm trong mộ DB320.
- Mutnofret (?), thứ phi của Thutmose I và là mẹ của Thutmose II.
- Ramose (?), hoàng tử, xác ướp nằm trong mộ TT359.

## Mô tả
Nhiều bức vẽ đều thể hiện Ahmose-Nefertari là người có nước da đen. Một số người cho đó là vì tổ tiên bà là người Nubia. Tuy nhiên, nhiều người lại cho rằng màu đen tượng trưng cho sự sinh sản của bà và cũng là sự sinh sôi của Ai Cập (Kemet, tên gọi của đất nước Ai Cập cổ đại, nghĩa là "vùng đất đen"), nhằm khẳng định vai trò bà là mẹ của cả Ai Cập.

## Cuộc sống

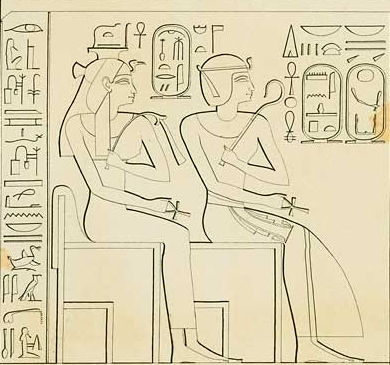
Ahmose-Nefertari và con trai bà, Amenhotep I

Cái chết của pharaon Kamose đã chấm dứt Vương triều thứ 17 của Ai Cập, ngai vàng thuộc về Ahmose I. Ông lên ngôi khi còn rất trẻ, và mẹ ông, Ahhotep I đã nắm quyền nhiếp chính trong những năm đầu trị vì của con trai. Bà đã phong cho con gái là Ahmose-Nefertari trở thành "Người vợ hoàng gia vĩ đại", đồng cai trị với Ahmose.
Vương hậu Ahmose-Nefertari đã giữ rất nhiều danh hiệu, như "Công chúa thừa kế", "Mẹ của Vua", "Người vợ vĩ đại", "Con gái của Vua". Bà được gọi tôn kính với danh hiệu "Nữ thần của sự tái sinh" và rất được dân chúng kính nể.
Bà là vị Vương hậu đầu tiên nhận danh hiệu "Vợ của thần Amun", được xem là người đứng đầu chức tư tế của thần Amun và được ban cho rất nhiều đất đai, hàng hóa. Đây được xem là vị trí hết sức to lớn và tôn kính vì sự sùng bái thần Amun lúc bấy giờ. Theo những dòng văn tự ghi trên tấm bia tại đền Karnak, Ahmose-Nefertari được giao toàn quyền quyết định đối với những báu vật, tài sản trong ngôi đền, kể cả những công xưởng và những công nhân xây dựng đền thờ.
Theo các bản ghi chép, bà cho mở những hầm mỏ khai thác đá vôi. Tên bà được ghi lại trên các bức tường của một mỏ đá cẩm thạch gần Assiut. Các bản ghi chép còn cho biết, Ahmose I đã phải xin phép bà trước khi xây dựng một đài tưởng niệm người bà Tetisheri của họ. Diều đó cho thấy bà rất có uy dưới triều đại của Ahmose I.
Cũng như cha mình, Amenhotep I nắm quyền điều hành đất nước khi còn nhỏ, và Ahmose-Nefertari tiếp tục cai trị cùng con trai đến khi trưởng thành. Không may, Amenhotep I lại chết trẻ, không có con có con để nối ngôi. Thutmosis I được lên làm vua. Nhiều suy đoán cho rằng cha của Thutmosis I là Amenhotep I, nhưng Amenhotep chỉ có một người con trai đã chết yểu.
Mặc dù Vương hậu Ahmose-Nefertari và tân đế Thutmosis I không cùng huyết thống, nhưng ông vẫn dựng một bức tượng của bà và được tìm thấy tại đền Karnak. Đây có thể là một trong những bức tượng cuối cùng được làm để tôn vinh bà trước khi qua đời.

## Qua đời
Cái chết của bà được ghi lại bởi một thầy tư tế tên Nefer như sau:
"Đức thánh bà Ahmose Nefertari, Vị thần vĩ đại, Chúa tể của phương Tây, đã về thiên đàng..."
Helck đã đề xuất dành một ngày kỷ niệm cho Ahmose-Nefertari tại Deir el-Medina. Cha của Nefer, Ineni, một quan lại của triều đình và là kiến trúc sư, chịu trách nhiệm giám sát công việc xây dựng lăng mộ cho Vương hậu.
Vương hậu được chôn tại Dra Abu el Naga (phía tây Deir el-Medina), không rõ lăng mộ của bà. Xác ướp của Ahmose-Nefertari sau đó được chuyển về lăng DB320 nhằm tránh sự cướp bóc của những kẻ trộm mộ. Những sợi tóc thật của bà được may lại thành một bộ tóc giả. Cơ thể của bà đã bị hư hỏng khá nhiều và phần tay phải đã bị mất.